# Далеки на Манхэттене
«Далеки на Манхэттене» — четвёртая серия третьего сезона сериала «Доктор Кто». Премьера серии состоялась 21 апреля 2007 года на канале BBC One.

## Сюжет
В Нью-Йорке 1930-х Доктор и Марта встречают далеков, остатки культа Скаро. Пропадают люди, а в коллекторах завелись свиньи-гуманоиды.